# GC Kompetition
Ne doit pas être confondu avec GCK Motorsport.
Pour les articles homonymes, voir GCK.
GC Kompetition est une équipe de course automobile en rallycross, fondée par Guerlain Chicherit en coopération avec Prodrive.

## Histoire
En novembre 2017, Guerlain Chicherit annonce son programme pour la saison 2018 du championnat du monde de rallycross.  Associé avec Prodrive, il compte aligner deux Renault Mégane RS RX en compétition. En mars, l'équipe annonce que les deux voitures sont pilotées par Guerlain Chicherit et Jérôme Grosset-Janin, l'Allemand Timo Scheider ayant assuré leur mise au point.
L'équipe GC Kompetition fait ses débuts lors de la première épreuve du championnat du monde en Espagne à Barcelone, où les deux voitures terminent 11e et 12e.

## Résultats

### Championnat du monde de rallycross
| Année | Équipe         | Voiture        | No. | Pilote               |     |     |     |     |     |     |     |     |     |     |     |     | Classement | Points |
| ----- | -------------- | -------------- | --- | -------------------- | --- | --- | --- | --- | --- | --- | --- | --- | --- | --- | --- | --- | ---------- | ------ |
| 2018  | GC Kompetition | Renault Mégane | 36  | Guerlain Chicherit   | 12e | 5e  | 12e | 15e | 14e | 14e | 15e | 12e | 10e | 9e  | 13e | 12e | 11e        | 68     |
| 2018  | GC Kompetition | Renault Mégane | 33  | Liam Doran           | /   | /   | /   | /   | /   | /   | /   | 8e  | 12e | /   | 19e | /   | 16e        | 19     |
| 2018  | GC Kompetition | Renault Mégane | 92  | Anton Marklund       | /   | /   | /   | /   | /   | /   | /   | /   | /   | 12e | 9e  | 8e  | 14e        | 35     |
| 2018  | GC Kompetition | Renault Mégane | 74  | Jérôme Grosset-Janin | 11e | 14e | 14e | 10e | 14e | 3e  | 13e | /   | /   | /   | /   | /   | 12e        | 47     |